# Контрибуция (страхование)
Контрибуция в страховании — право страховой компании обратиться к другим страховым компаниям, имеющим аналогичные обязательства перед страхователем по имущественному страхованию, с предложением о разделе расходов по возмещению ущерба по наступившим страховым случаям. Размер контрибуции определяется в денежном выражении и рассчитывается по каждому страховому полису, выписанными различными страховщиками, по принципу пропорциональной ответственности.
Возможность контрибуции возникает при наличии пяти условий:
1. Существуют два и более страховых полиса;
2. Страховые полисы должны покрывать одни и те же страховые интересы;
3. Полисы должны покрывать одинаковые риски, являющиеся причиной убытка;
4. Полисы должны относиться к одному и тому же объекту страхования;
5. По каждому страховому полису каждый страховщик должен быть ответственным по убытку.

Договоры страхования, в соответствии с которыми выдаются страховые полисы, участвующие в контрибуции, не обязательно должны быть полностью идентичными по покрываемым интересам, рискам и объектам. Один полис может «надвигаться» на другой. Например, полис, обеспечивающий страховое покрытие товара (или другого вида имущества) в одном месте, может сделать контрибуцию в другой полис, покрывающий товары данного страхователя повсеместно.
Страховая практика выработала  стандартизированные методы расчётов контрибуции. В частности, для полисов, в которых предмет страхования идентичен, и не затрагивается оговоркой лэверидж, убытки оплачиваются пропорционально страховым суммам.
Например, в отношении одного и того же объекта страхования (вида имущества) выданы три страховых полиса разными страховыми компаниями А, В и С на разную страховую сумму: 100000, 150000 и 250000 соответственно. В этом случае каждая страховая компания должна оплатить ущерб имуществу в той доле, в какой страховая сумма по её полису, составляет в совокупной страховой сумме по всем выданным полисам. Расчёт причитающегося к оплате страхового возмещения при ущербе в 100000 приведён в таблице:
| Страховая компания | Страховая сумма | Доля страховой компании в совокупной страховой сумме | Размер возмещаемого ущерба, приходящийся на компанию при общем ущербе застрахованному имуществу в 100000 |
| ------------------ | --------------- | ---------------------------------------------------- | --- |
| А                  | 100000          | 0,2                                                  | 20000 |
| B                  | 150000          | 0,3                                                  | 30000 |
| C                  | 250000          | 0,5                                                  | 50000 |